# Caladrones
Caladrones (Calladrons en catalán ribagorzano) es una localidad agrícola perteneciente al municipio de Benabarre del que se encuentra a 7 km, en la Ribagorza, Aragón.

## Toponimia
Su nombre viene del latín Casa Latronis o Castrum Latronis, que significa "Casa de Ladrones" o "Castillo de Ladrones".

## Historia
Fue municipio independiente hasta 1974, comprendía las localidades benabarrenses de Ciscar y Antenza.

## Geografía humana

### Demografía
| Gráfica de evolución demográfica de Caladrones entre 1842 y 1970 |
| |
| Población de derecho según los censos de población del INE Población de hecho según los censos de población del INEEntre el censo de 1857 y el anterior, crece el término del municipio porque incorpora a 225008 (Antenza) y 225243 (Siscar) Entre el censo de 1981 y el anterior, este municipio desaparece porque se integra en el municipio 22053 (Benabarre) |

## Fiestas locales
- Fiesta mayor, en honor a Nuestra Señora de la Asunción, mediados de agosto.
- Día de San Antonio, 17 de enero, se realiza una subasta de alimentos.
- Romería a la Virgen de Tarrés, lunes de Pascua.[2]

## Monumentos
- Iglesia románica del siglo XII con modificaciones del XVI y XVIII.[9]
- Ermita de Santa Ana, del siglo XII, en el cementerio.[9]
- Caserío Mas Maestret.[9]
- Castillo de Caladrones.[6]